# Kenny Passarelli
Kenny Passarelli (Denver, 28 de octubre de 1949)  es un músico de rock, guitarrista, bajista y compositor de canciones estadounidense, reconocido por que fue miembro fundador de la banda Barnstorm y coescribió el éxito " Rocky Mountain Way (canción) ".

## Biografía
Kenny Passarelli nació en Denver, Colorado, Estados Unidos el 28 de octubre de 1949,  ha tocado con una variedad de músicos de rock, incluidos Joe Walsh, Elton John, Dan Fogelberg, Stephen Stills y Sala y Oates.
Sirvió como reemplazo de Dee Murray en la Banda de John del Elton de 1975–76, tocando en los álbumes Rock of the Westies y Blue Moves. 
Después de dejar la banda de John, se unió a la banda Hall & Oates en junio de 1977 y apareció en sus álbumes Livetime y Along the Red Ledge.

### Colaboraciones
Con Elton John
- Rock del Westies (MCA Records, 1975)
- Movimientos azules (Rocket, 1976)

Con Bernie Taupin
- He Who Rides the Tiger (Elektra Records, 1980)

Con Dan Fogelberg
- Souvenirs (Epic Records, 1974)
- The Innocent Age  (Epic Records, 1981)
- Windows and Walls (Epic Records, 1984)

Con Eric Carmen
- Tonight You're Mine  (Arista Records, 1980)

Con Stephen Stills
- Stills (Stephen Stills album) (Columbia Records, 1975)

Con Joe Walsh
- Barnstorm (album) (ABC Records, 1972))
- The Smoker You Drink, the Player You Get (Dunhill Records, 1973)
- So What (Joe Walsh album) (Dunhill Records, 1974)
- There Goes the Neighborhood (album) (Asylum Records, 1980)
- Analog Man (album) (Fantasy Records, 2012)

Con Daryl Sala
- Sacred Songs (RCA Records, 1980)

Santa Fè released a little-known album in 1988 titled “El Camino” which was produced by the ultra-talented Humberto Gatica. Though the Chilean-born Gatica had a great track record of successful projects for Latin superstars like Alejandro Sanz, Luis Miguel, Ricky Martin, Marc Anthony, Alejandro Lerner and Myriam Hernandez, Santa Fè and their album regrettably remained a well-kept secret. “El Camino” included a few good songs perfectly crafted with state-of-the-art musicianship and production. Gatica asked his old friend and partner in crime Foster to coproduce and arrange one track for the album, the evocative ballad “Cancion Sentimental.” Like the bulk of “El Camino,” “Cancion Sentimental” was co-written by Passarelli with Spanish lyrics by fellow band member Marino Lamberti. Foster crafted the song very nicely with great keyboard work to support Passarelli’s tenor voice. Other fine touches were added by Mike Landau on acoustic guitar and Jeremy Lubbock’s soothing string arrangement.
The rest of the album was arranged by John Capek of Marc Jordan fame. The better-known song was the title-track, “El Camino (Someday We’ll Be Together),” that received some airplay after it was included on the soundtrack of a famous Brazilian soap opera.